# 沙恩霍斯特 (下萨克森)
沙恩霍斯特是德国下萨克森州的一个市镇。总面积51.85平方公里，总人口709人，其中男性343人，女性366人（2011年12月31日），人口密度14人/平方公里。